# Mikuláš Hrbáček
Mikuláš Hrbáček (* 22. srpna 2002 Ostrava) je český zpěvák, kytarista a textař.

## Hudební kariéra
V roce 2020 se zúčastnil televizní soutěže SuperStar, kde se dostal až do semifinále. To odstartovalo jeho pěveckou kariéru, hned 15. července 2020 vydal svůj první singl „Miss You“. Na podzim o rok později vyšlo multižánrové debutové album Sunny Days, které obsahuje sedm písní (3 české a 4 anglické). Singl „Flower Power“ z tohoto alba nasadilo hudební rádio Evropa 2 do svého playlistu, později i do hitparády Music Chart, kde se singl po dobu sedmi týdnů držel na prvním a druhém místě. Stal se tak 4. nejhlasovanějším songem na Evropě 2 za rok 2022. Zároveň se i díky tomu a následnému hlasování Hrbáček umístil na 2. místě v kategorii Zpěvák Roku.
Hrbáček si veškeré texty píše sám. Na debutovém albu Sunny Days pracoval s producenty z pražského nahrávacího studia Production-Lovers, jimiž jsou Michal Jiráň, Šimon Martínek (kytarista kapely Perutě) a Adam Albrecht (klávesák Bena Cristovaa).
V lednu roku 2022 přizval ke spolupráci mladé hudebníky a vytvořil kapelu NANOVO. Společně hrají koncerty po celé České republice. Repertoár této kapely tvoří Hrbáčkova sólová tvorba, společná tvorba a covery světoznámých písní s vlastní aranží. V dubnu roku 2023 vyšel jejich první oficiální stejnojmenný singl „Nanovo“, na kterém hudebně spolupracovali všichni členové a o produkci se postaral Michal Jiráň ze studia Production-Lovers. V roce 2023 vystoupili na festivalu Votvírák a Colours of Ostrava. Také v tomto roce kapela předskakovala zpěvákovi Adamu Ďuricovi. V listopadu 2023 vydali píseň „Vyhaslá“.

## Diskografie
- Holomráz (cover, později se skupinou Slza)[6]
- Miss You (singl)[7]
- Nespoutaní (singl)
- Lovely (cover)
- Mango Juice (singl)
- Sunny Days (album)
- Nanovo (singl)[8]
- Vyhaslá (singl)